# Hoofdklasse hockey heren 2009/10
Het seizoen 2009/10 is de 37ste editie van de Nederlandse Hoofdklasse hockey. De competitie begon op 13 september 2009 en duurde tot 16 mei 2010. 
In het voorgaande jaar is Klein Zwitserland gedegradeerd. Hiervoor kwam Hurley in de plaats.
Op 12 juni 2010 won Bloemendaal het landskampioenschap. Hurley degradeerde rechtstreeks.

## Clubs
De clubs die dit seizoen aantreden:
| Club               | Stad             | Coach                   |
| ------------------ | ---------------- | ----------------------- |
| Amsterdamsche H&BC | Amsterdam        | Sjoerd Marijne          |
| HC Bloemendaal     | Bloemendaal      | Max Caldas              |
| HC Den Bosch       | 's-Hertogenbosch | Oriol Alcaraz           |
| HGC                | Wassenaar        | Paul van Ass            |
| THC Hurley         | Amsterdam        | Bas Bruin               |
| HC Kampong         | Utrecht          | Michiel van der Struijk |
| Larense MHC        | Laren            | Roelant Oltmans         |
| Oranje Zwart       | Eindhoven        | Roger van Gent          |
| Pinoké             | Amsterdam        | Giles Bonnet            |
| HC Rotterdam       | Rotterdam        | Hans Streeder           |
| SCHC               | Bilthoven        | Jacques Brinkman        |
| TMHC Tilburg       | Tilburg          | Adam Commens            |

## Eindstand
Na 22 speelronden was de eindstand:
| #  | Club         | GS | W  | G | V  | P  | DV      | DT      | DS  |
| -- | ------------ | -- | -- | - | -- | -- | ------- | ------- | --- |
| 1  | Bloemendaal  | 22 | 15 | 3 | 4  | 48 | 72 - 44 | 72 - 44 | +28 |
| 2  | HGC          | 22 | 13 | 7 | 2  | 46 | 73 - 53 | 73 - 53 | +20 |
| 3  | Oranje Zwart | 22 | 12 | 4 | 6  | 40 | 65 - 46 | 65 - 46 | +19 |
| 4  | Laren        | 22 | 12 | 2 | 8  | 35 | 65 - 56 | 65 - 56 | +9  |
| 5  | Amsterdam    | 22 | 10 | 5 | 7  | 35 | 53 - 47 | 53 - 47 | +6  |
| 6  | Kampong      | 22 | 9  | 5 | 8  | 32 | 67 - 62 | 67 - 62 | +5  |
| 7  | Rotterdam    | 22 | 8  | 8 | 6  | 32 | 65 - 52 | 65 - 52 | +13 |
| 8  | Pinoké       | 22 | 6  | 6 | 10 | 24 | 57 - 69 | 57 - 69 | -12 |
| 9  | Den Bosch    | 22 | 6  | 5 | 11 | 23 | 56 - 65 | 56 - 65 | -9  |
| 10 | Tilburg      | 22 | 5  | 5 | 12 | 20 | 43 - 68 | 43 - 68 | -25 |
| 11 | SCHC         | 22 | 3  | 7 | 12 | 16 | 34 - 67 | 34 - 67 | -33 |
| 12 | Hurley       | 22 | 2  | 5 | 15 | 11 | 33 - 61 | 33 - 61 | -28 |

### Legenda
| Afk.        | Betekenis                                                                           |
| ----------- | ----------------------------------------------------------------------------------- |
| GS          | aantal gespeelde wedstrijden                                                        |
| W           | aantal gewonnen wedstrijden                                                         |
| G           | aantal gelijk gespeelde wedstrijden                                                 |
| V           | aantal verloren wedstrijden                                                         |
| P           | totaal aantal punten                                                                |
| DV          | aantal gemaakte doelpunten                                                          |
| DT          | aantal doelpunten tegen                                                             |
| DS          | doelsaldo                                                                           |
| Bloemendaal | Bloemendaal, HGC en Oranje Zwart plaatsen zich voor de Euro Hockey League 2010/2011 |
| Laren       | Laren heeft zich alleen weten te plaatsen voor de play-offs                         |
| Tilburg     | Tilburg en SCHC hebben zich weten te handhaven dankzij winst in de play-offs.       |
| Hurley      | Hurley is rechtstreeks gedegradeerd                                                 |

## Uitslagen reguliere competitie
Informatie: zonder de play-offs.

De thuisspelende ploeg staat in de linkerkolom.
|              | AMS | BLO | DBO | HGC | HUR | KAM | LAR | ORA | PIN | ROT | SCH | TIL |
| ------------ | --- | --- | --- | --- | --- | --- | --- | --- | --- | --- | --- | --- |
| Amsterdam    |     | 1-4 | 3-1 | 4-2 | 8-3 | 4-5 | 1-4 | 2-1 | 1-0 | 3-3 | 2-1 | 5-1 |
| Bloemendaal  | 1-0 |     | 3-3 | 6-2 | 2-0 | 5-2 | 1-2 | 3-2 | 5-4 | 3-5 | 3-1 | 3-1 |
| Den Bosch    | 1-2 | 2-7 |     | 2-4 | 7-2 | 0-4 | 2-3 | 3-3 | 3-4 | 2-4 | 2-0 | 4-1 |
| HGC          | 3-2 | 0-0 | 1-0 |     | 2-1 | 3-3 | 6-5 | 2-2 | 3-3 | 2-2 | 4-3 | 4-2 |
| Hurley       | 1-1 | 0-3 | 2-3 | 3-3 |     | 4-4 | 2-3 | 0-3 | 2-4 | 3-2 | 1-2 | 2-0 |
| Kampong      | 2-3 | 1-5 | 3-3 | 5-5 | 2-1 |     | 2-3 | 3-2 | 3-0 | 2-1 | 2-2 | 8-1 |
| Laren        | 2-0 | 4-3 | 3-4 | 1-5 | 3-3 | 5-4 |     | 2-3 | 3-2 | 4-5 | 3-1 | 4-2 |
| Oranje Zwart | 3-1 | 1-2 | 3-3 | 0-4 | 6-1 | 2-1 | 3-2 |     | 4-2 | 4-3 | 5-5 | 2-1 |
| Pinoké       | 4-4 | 5-6 | 3-2 | 2-3 | 2-1 | 4-6 | 2-1 | 1-6 |     | 4-4 | 3-0 | 1-1 |
| Rotterdam    | 2-2 | 5-1 | 2-2 | 2-3 | 4-0 | 6-1 | 1-1 | 3-2 | 4-2 |     | 2-2 | 2-3 |
| SCHC         | 2-2 | 1-4 | 5-3 | 3-8 | 2-2 | 1-4 | 0-2 | 1-6 | 1-1 | 5-2 |     | 3-5 |
| Tilburg      | 1-2 | 2-2 | 3-4 | 2-4 | 1-0 | 2-0 | 3-2 | 1-2 | 3-3 | 1-1 | 2-1 |     |

## Topscorers
| # | Naam                 | Club         | Tot. | V  | SC | SB |
| - | -------------------- | ------------ | ---- | -- | -- | -- |
| 1 | Ashley Jackson       | HGC          | 29   | 4  | 21 | 4  |
| 2 | Mink van der Weerden | Oranje Zwart | 27   | 0  | 26 | 1  |
| 3 | Melchior Looijen     | Kampong      | 23   | 1  | 20 | 2  |
| 4 | Roderick Weusthof    | SCHC         | 21   | 8  | 12 | 1  |
| 5 | Jeroen Hertzberger   | Rotterdam    | 19   | 13 | 4  | 2  |
|   | Luke Doerner         | Laren        | 18   | 1  | 12 | 5  |
| 7 | Mark Gleghorne       | Den Bosch    | 18   | 2  | 10 | 6  |
| 8 | Wouter Hermkens      | Tilburg      | 18   | 0  | 17 | 1  |
| 9 | Teun de Nooijer      | Bloemendaal  | 17   | 12 | 2  | 3  |

| Legenda                                                               |
| --------------------------------------------------------------------- |
| V = veld-doelpunten SC = doelpunten uit strafcorners SB = strafballen |

## Play-offs kampioenschap
Na de reguliere competitie wordt het seizoen beslist door middel van play-offs om te bepalen wie zich kampioen van Nederland mag noemen.  De nummer 1 van zowel de heren als de dames neemt het op tegen de nummer 4 en de nummer 2 neemt het dan op tegen de nummer 3. De winnaars hiervan komen in de finale.
Geplaatste clubs
| #  | Club         |
| -- | ------------ |
| 1. | Bloemendaal  |
| 2. | HGC          |
| 3. | Oranje Zwart |
| 4. | Laren        |

Eerste halve finales
| 29 mei 2010 13:35                                                                |           |                                                                |                                           |
| Oranje Zwart                                                                     | 4-3 (2-1) | HGC                                                            | Scheidsrechters: Rob ten Cate Gijs Hofman |
| 19' Bob de Voogd 28' Mink van der Weerden (sc) 44' Thomas Briels 53' Marc Salles |           | 15' Ashley Jackson (sc) 60' Timmo Kranstauber 66' Seve van Ass | Scheidsrechters: Rob ten Cate Gijs Hofman |

| 29 mei 2010 15:00 |           |                                                       |                                               |
| Laren             | 0-3 (0-2) | Bloemendaal                                           | Scheidsrechters: Roel van Eert Bart de Liefde |
|                   |           | 7' Ronald Brouwer 27' Nick Meijer 62' Roel Bovendeert | Scheidsrechters: Roel van Eert Bart de Liefde |

Tweede halve finales
| 30 mei 2010 13:35                                          |           |                   |                                                     |
| HGC                                                        | 3-1 (1-1) | Oranje Zwart      | Scheidsrechters: Coen van Bunge Roderick Wijsmuller |
| 15' Ken Pereira 52' Ashley Jackson (sc) 69' Rob Short (sc) |           | 30' Thomas Briels | Scheidsrechters: Coen van Bunge Roderick Wijsmuller |

| 30 mei 2010 15:00              |           |                                                                  |                                                   |
| Bloemendaal                    | 2-3 (1-1) | Laren                                                            | Scheidsrechters: Michiel Brüning Jonas van 't Hek |
| 4' Jamie Dwyer 40' Jamie Dwyer |           | 25' Jong-Ho Seo (sc) 55' Luke Doerner (sc) 58' Luke Doerner (sc) | Scheidsrechters: Michiel Brüning Jonas van 't Hek |

Derde wedstrijd
| 2 juni 2010 20:30 |           |       |                                               |
| Bloemendaal | 6-0 (2-0) | Laren | Scheidsrechters: Bart de Liefde Roel van Eert |
| 5' Teun de Nooijer 24' Olmer Meijer (sc) 46' Roel Bovendeert (sc) 60' Jamie Dwyer 67' Ronald Brouwer 69' Tim Jenniskens (sc) |           |       | Scheidsrechters: Bart de Liefde Roel van Eert |

| 2 juni 2010 20:30                                      |           |                               |                                                     |
| HGC                                                    | 3-1 (0-1) | Oranje Zwart                  | Scheidsrechters: Coen van Bunge Roderick Wijsmuller |
| 39' Seve van Ass 42' Ashley Jackson 65' Ashley Jackson |           | 29' Mink van der Weerden (sc) | Scheidsrechters: Coen van Bunge Roderick Wijsmuller |

Finale
| 6 juni 2010 13:15       |           |                                         |                                                    |
| HGC                     | 1-2 (0-1) | Bloemendaal                             | Scheidsrechters: Roderick Wijsmuller Roel van Eert |
| 50' Ashley Jackson (sc) |           | 5' Ronald Brouwer 54' Olmer Meijer (sc) | Scheidsrechters: Roderick Wijsmuller Roel van Eert |

| 12 juni 2010 15:00                                                |           |                                                                |                                               |
| Bloemendaal                                                       | 3-3 (1-1) | HGC                                                            | Scheidsrechters: Rob ten Cate Michiel Brüning |
| 23' Martijn van Mierlo 45' Wouter Jolie (sc) 68' Jamie Dwyer (sb) |           | 26' Barry Middleton 50' Eric-Jan Iding 70' Ashley Jackson (sc) | Scheidsrechters: Rob ten Cate Michiel Brüning |

Doordat Bloemendaal de strafballen beter neemt is het landskampioen voor het seizoen 2009/10.
Eindrangschikking
| # | club                                                   |
| - | ------------------------------------------------------ |
| 1 | Bloemendaal (kampioen 2009/10 en deelname EHL 2010/11) |
| 2 | HGC (deelname EHL 2010/11)                             |
| 3 | Oranje Zwart (deelname EHL 2010/11)                    |
| 4 | Laren                                                  |

## Promotie/degradatie play-offs
De als 10de en 11de geëindigde hoofdklassers Tilburg en SCHC moesten zich via deze play-offs proberen te handhaven in de hoofdklasse. HDM en Rood-Wit zijn kampioen geworden van de overgangsklasse en moeten uitmaken wie de opengevallen plaats in de hoofdklasse overneemt van Hurley.
Play-off rechtstreekse promotie
|                   |          |           |     |  |
| 29 mei 2010 15:00 | Rood-Wit | 0-3 (0-1) | HDM |  |
| 29 mei 2010 15:00 |          |           |     |  |

|                   |     |           |          |  |
| 30 mei 2010 15:00 | HDM | 1-1 (0-0) | Rood-Wit |  |
| 30 mei 2010 15:00 | wns |           |          |  |

HDM gepromoveerd en Rood-Wit neemt het op tegen SCHC om promotie/handhaving. De nummers 2 van de beide overgangsklassen Schaerweijde en Klein Zwitserland nemen het tegen elkaar op om te bepalen wie in de tweede serie play-offs het dan op mag nemen tegen Tilburg.
Play-off nummers 2 overgangsklasse
|                   |              |           |                   |  |
| 29 mei 2010 15:00 | Schaerweijde | 2-3 (1-1) | Klein Zwitserland |  |
| 29 mei 2010 15:00 |              |           |                   |  |

|                   |                   |           |              |  |
| 30 mei 2010 15:00 | Klein Zwitserland | 5-4 (3-3) | Schaerweijde |  |
| 30 mei 2010 15:00 |                   |           |              |  |

Schaerweijde terug naar Overgangsklasse en Klein Zwitserland neemt het op tegen Tilburg om promotie/handhaving.
Play-offs tweede serie
|                   |          |           |      |  |
| 5 juni 2010 15:00 | Rood-Wit | 0-1 (0-1) | SCHC |  |
| 5 juni 2010 15:00 |          |           |      |  |

|                   |                   |           |         |  |
| 5 juni 2010 15:00 | Klein Zwitserland | 0-4 (0-3) | Tilburg |  |
| 5 juni 2010 15:00 |                   |           |         |  |

|                   |      |           |          |  |
| 6 juni 2010 15:00 | SCHC | 3-2 (1-2) | Rood-Wit |  |
| 6 juni 2010 15:00 |      |           |          |  |

|                   |         |           |                   |  |
| 6 juni 2010 15:00 | Tilburg | 6-2 (3-1) | Klein Zwitserland |  |
| 6 juni 2010 15:00 |         |           |                   |  |

Tilburg en SCHC handhaven zich.
Nederlands landskampioenschap:

1897/98 ·
1898/99 ·
1899/00 ·
1900/01 ·
1901/02 ·
1902/03 ·
1903/04 ·
1904/05 ·
1905/06 ·
1906/07 ·
1907/08 ·
1908/09 ·
1909/10 ·
1910/11 ·
1911/12 ·
1912/13 ·
1913/14 ·
1914/15 ·
1915/16 ·
1916/17 ·
1917/18 ·
1918/19 ·
1919/20 ·
1920/21 ·
1921/22 ·
1922/23 ·
1923/24 ·
1924/25 ·
1925/26 ·
1926/27 ·
1927/28 ·
1928/29 ·
1929/30 ·
1930/31 ·
1931/32 ·
1932/33 ·
1933/34 ·
1934/35 ·
1935/36 ·
1936/37 ·
1937/38 ·
1938/39 ·
1939/40 ·
1940/41 ·
1941/42 ·
1942/43 ·
1943/44 ·
1944/45 ·
1945/46 ·
1946/47 ·
1947/48 ·
1948/49 ·
1949/50 ·
1950/51 ·
1951/52 ·
1952/53 ·
1953/54 ·
1954/55 ·
1955/56 ·
1956/57 ·
1957/58 ·
1958/59 ·
1959/60 ·
1960/61 ·
1961/62 ·
1962/63 ·
1963/64 ·
1964/65 ·
1965/66 ·
1966/67 ·
1967/68 ·
1968/69 ·
1969/70 ·
1970/71 ·
1971/72 ·
1972/73
Hoofdklasse heren:

1973/74 · 
1974/75 · 
1975/76 · 
1976/77 · 
1977/78 · 
1978/79 · 
1979/80 · 
1980/81 · 
1981/82 · 
1982/83 · 
1983/84 · 
1984/85 · 
1985/86 · 
1986/87 · 
1987/88 · 
1988/89 · 
1989/90 · 
1990/91 · 
1991/92 · 
1992/93 · 
1993/94 · 
1994/95 · 
1995/96 · 
1996/97 · 
1997/98 · 
1998/99 · 
1999/00 · 
2000/01 · 
2001/02 · 
2002/03 · 
2003/04 · 
2004/05 · 
2005/06 · 
2006/07 · 
2007/08 · 
2008/09 · 
2009/10 · 
2010/11 · 
2011/12 · 
2012/13 ·
2013/14 ·
2014/15 ·
2015/16 ·
2016/17 ·
2017/18 ·
2018/19 ·
2019/20 ·
2020/21 ·
2021/22 ·
2022/23 ·
2023/24 ·
2024/25 ·
Nederlandse competities: Hoofdklasse (zaal) · Promotieklasse · Overgangsklasse · Eerste klasse · Tweede klasse · Derde klasse · Vierde klasse · Gold Cup · Silver Cup

Nederlands kampioenschap: Lijst van Nederlandse landskampioenen hockey · Lijst van Nederlandse landskampioenen zaalhockey

Europese competities: Euro Hockey League · Europacup I · Europa Cup II · Europacup zaalhockey